# Як вони біжать
«Як вони біжать» — комедійний детектив Тома Джорджа, сценариста Марка Чаппелла та продюсерів Деміана Джонса і Джини Картер. У фільмі зіграли Сем Роквелл, Сірша Ронан, Едрієн Броуді, Рут Вілсон, Ріс Ширсміт, Гарріс Дікінсон і Девід Оєлово.
Прем'єра відбулася у Великій Британії 9 вересня 2022 року та в Північній Америці 16 вересня 2022 року компанією Searchlight Pictures. Фільм отримав позитивні відгуки критиків і зібрав 22 мільйони доларів у всьому світі. Він був номінований на найкращий британський фільм на 76-й церемонії БАФТА.

## Сюжет
Події відбуваються у 1953 році в Лондоні коли п'єса Агати Крісті «Мишоловка» святкує соту виставу на сцені. Продюсер Джон Вулф наймає недолугого американського режисера Лео Каперніка, щоб екранізувати виставу. Під час святкової вечірки відбувається п'яна суперечка та бійка Каперніка з виконавцем головної ролі Річардом Аттенборо, після якої невідома особа вбиває Каперніка за лаштунками театру.
На місце злочину приїжджає інспектор Стоппард, який оголошує всіх у театрі підозрюваними та потенційними жертвами вбивці, включаючи продюсерку п'єси Петулу Спенсер і дружину Вулфа Едану Ромні. Стоппард намагається закрити театр, доки вбивство не буде розкрито, але за сприяння комісара поліції Гарольда Скотта, п'єсу продовжують ставити перед публікою. На допомогу Стоппарду комісар назначає молоду енергійну жінку-констебля Сталкер, яка з ентузіазмом береться за пошуки вбивці.

## Акторський склад
| Актор           | Роль                                                                                |
| --------------- | ----------------------------------------------------------------------------------- |
| Сем Роквелл     | інспектор Стоппард                                                                  |
| Сірша Ронан     | констебль Сталкер                                                                   |
| Едрієн Броуді   | Лео Капернік голлівудський режисер, який хоче екранізувати Мишоловку                |
| Рут Вілсон      | Петунія Спенсер продюсерка п'єси та брокерка Агати Крісті                           |
| Ріс Ширсміт     | Джон Вулф продюсер адаптації                                                        |
| Гарріс Дікінсон | Річард Аттенборо головний герой п'єси                                               |
| Девід Оєлово    | Мервін Кокер-Норіс відомий сценарист, який береться за адаптацію сценарію Мишоловки |
| Ширлі Гендерсон | Агата Крісті                                                                        |